# Michaił Bojarski
Michaił Siergiejewicz Bojarski (ros. Михаил Сергеевич Боярский; ur. 26 grudnia 1949 w Leningradzie) – radziecki i rosyjski aktor teatralny, filmowy i głosowy oraz piosenkarz. Zasłużony Artysta RFSRR (1984), Ludowy Artysta RFSRR (1990).

## Wybrana filmografia

### Role filmowe
- 1976: Romans sentymentalny – Akopian
- 1978: D’Artagnan i trzej muszkieterowie – d’Artagnan
- 1981: Dusza – Wadim Starych
- 1992: Muszkieterowie 20 lat później – d’Artagnan
- 1993: Tajemnica królowej Anny, czyli muszkieterowie 30 lat później – d’Artagnan
- 1996: Królowa Margot – Maurevel
- 2007: Powrót muszkieterów, czyli skarb kardynała Mazarina – d’Artagnan
- 2009: Taras Bulba – Mosij Szyło

### Role głosowe
- 1976: Niebieski szczeniak (głos)
- 1979: Latający statek – Iwanuszka (głos)
- 1982: Totolotek 82 – (głos (śpiew))
- 2011: Iwan Carewicz i Szary Wilk – Kot (głos)